# Hrabstwo Saratoga
Saratoga – hrabstwo (ang. county) w stanie  Nowy Jork w USA.

## Geografia
Powierzchnia hrabstwa wynosi 843,81 mi² (około 2185 km²). W 2010 roku jego populacja wynosiła 219 607 osób, a liczba gospodarstw domowych: 98 656. W 2000 roku zamieszkiwało je 200 635 osób, a w 1990 mieszkańców było 181 276.

### Miasta[1]
- Ballston
- Charlton
- Clifton Park
- Corinth
- Day
- Edinburg
- Galway
- Greenfield
- Hadley
- Halfmoon
- Malta
- Milton
- Mechanicville
- Moreau
- Northumberland
- Providence
- Saratoga
- Saratoga Springs
- Stillwater
- Waterford
- Wilton

### Wsie[1]
- Ballston Spa
- Corinth
- Galway
- Round Lake
- Schuylerville
- South Glens Falls
- Stillwater
- Victory
- Waterford

### CDP[1]
- Country Knolls
- Lake Luzerne-Hadley
- Milton